# Saint-Maurice-d'Ibie
Pour les articles homonymes, voir Saint-Maurice.

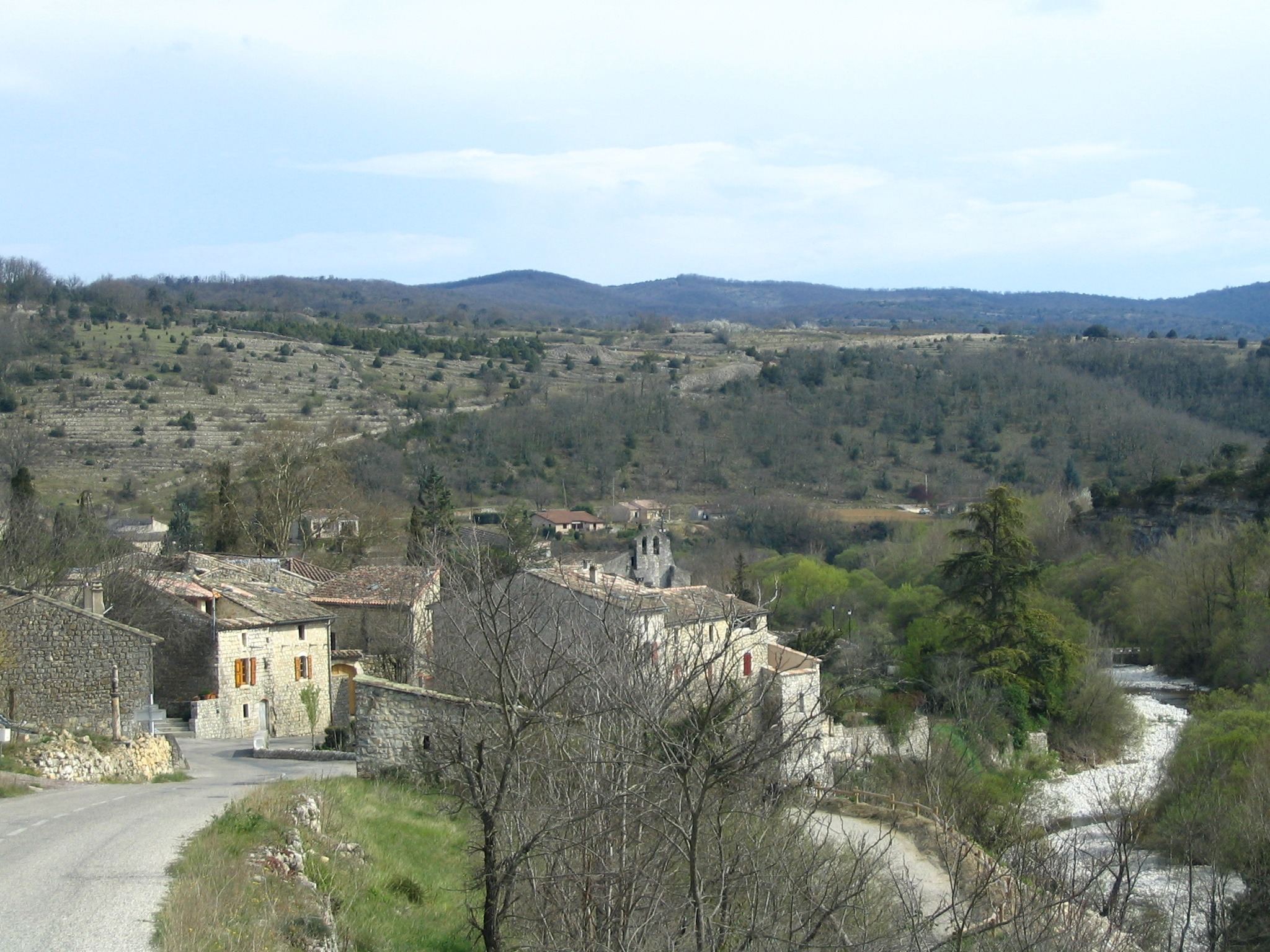
Saint-Maurice-d'Ibie.

Saint-Maurice-d'Ibie est une commune française située dans le département de l'Ardèche, en région Auvergne-Rhône-Alpes.

## Géographie

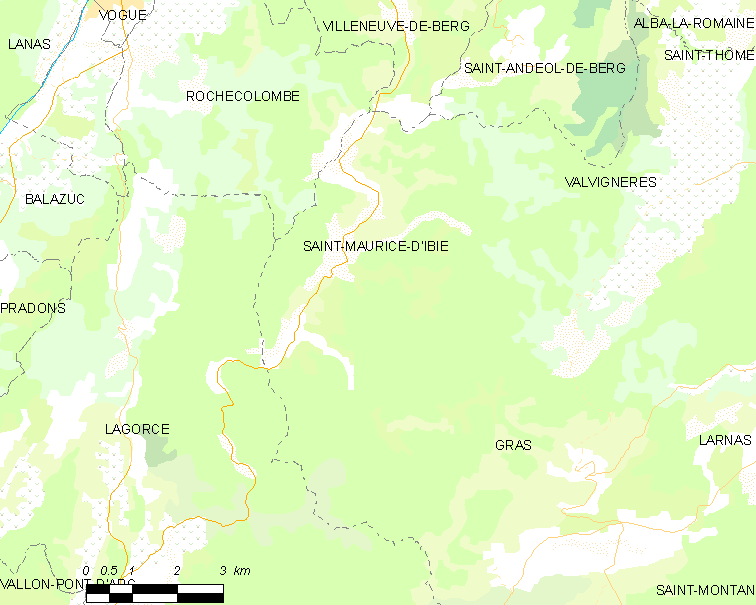
Carte de la commune.

### Situation et description
Longue d'une trentaine de kilomètres, la vallée de l'Ibie naît au pied du Coiron à Villeneuve de Berg et prend fin à la rencontre de l'Ardèche. Sa rivière est un véritable oued asséché la majeure partie de l'année. Beaucoup de murs de maisons sont construits avec les galets charriés par l'Ibie. Essentiellement calcaire, la vallée de l'Ibie, lorsqu'elle s'élargit, est tapissée d'alluvions rendant ses versants fertiles. On y trouve surtout de la vigne, mais aussi de la lavande et un peu de céréales.

### Communes limitrophes
Saint-Maurice-d'Ibie est limitrophe de six communes, toutes situées dans le département de l'Ardèche et réparties géographiquement de la manière suivante :

### Climat
Pour des articles plus généraux, voir Climat d'Auvergne-Rhône-Alpes et Climat de l'Ardèche.
En 2010, le climat de la commune est de type climat méditerranéen altéré, selon une étude du CNRS s'appuyant sur une série de données couvrant la période 1971-2000. En 2020, Météo-France publie une typologie des climats de la France métropolitaine dans laquelle la commune est dans une zone de transition entre le climat de montagne et le climat méditerranéen et est dans la région climatique  Provence, Languedoc-Roussillon, caractérisée par une pluviométrie faible en été, un très bon ensoleillement (2 600 h/an), un été chaud (21,5 °C), un air très sec en été, sec en toutes saisons, des vents forts (fréquence de 40 à 50 % de vents > 5 m/s) et peu de brouillards. 
Pour la période 1971-2000, la température annuelle moyenne est de 12,5 °C, avec une amplitude thermique annuelle de 17,2 °C. Le cumul annuel moyen de précipitations est de 1 087 mm, avec 6,7 jours de précipitations en janvier et 4,2 jours en juillet. Pour la période 1991-2020, la température moyenne annuelle observée sur la station météorologique de Météo-France la plus proche, « Lanas Syn », sur la commune de Lanas à 7 km à vol d'oiseau, est de 13,7 °C et le cumul annuel moyen de précipitations est de 1 066,6 mm,. Pour l'avenir, les paramètres climatiques de la commune estimés pour 2050 selon différents scénarios d'émission de gaz à effet de serre sont consultables sur un site dédié publié par Météo-France en novembre 2022.

### Hydrographie
Le territoire communal est traversé par l'Ibie, rivière qui lui a donné partiellement son nom et qui prend sa source dans la commune voisine de Saint-Jean-le-Centenier et parcourt 32,9 km avant de rejoindre l'Ardèche à Vallon-Pont-d'Arc.

## Urbanisme

### Typologie
Au 1er janvier 2024, Saint-Maurice-d'Ibie est catégorisée commune rurale à habitat très dispersé, selon la nouvelle grille communale de densité à 7 niveaux définie par l'Insee en 2022.
Elle est située hors unité urbaine et hors attraction des villes,.

### Occupation des sols
L'occupation des sols de la commune, telle qu'elle ressort de la base de données européenne d’occupation biophysique des sols Corine Land Cover (CLC), est marquée par l'importance des forêts et milieux semi-naturels (84,8 % en 2018), une proportion sensiblement équivalente à celle de 1990 (85,3 %). La répartition détaillée en 2018 est la suivante : 
forêts (65,5 %), milieux à végétation arbustive et/ou herbacée (19,2 %), zones agricoles hétérogènes (15,2 %).
L'évolution de l’occupation des sols de la commune et de ses infrastructures peut être observée sur les différentes représentations cartographiques du territoire : la carte de Cassini (XVIIIe siècle), la carte d'état-major (1820-1866) et les cartes ou photos aériennes de l'IGN pour la période actuelle (1950 à aujourd'hui).

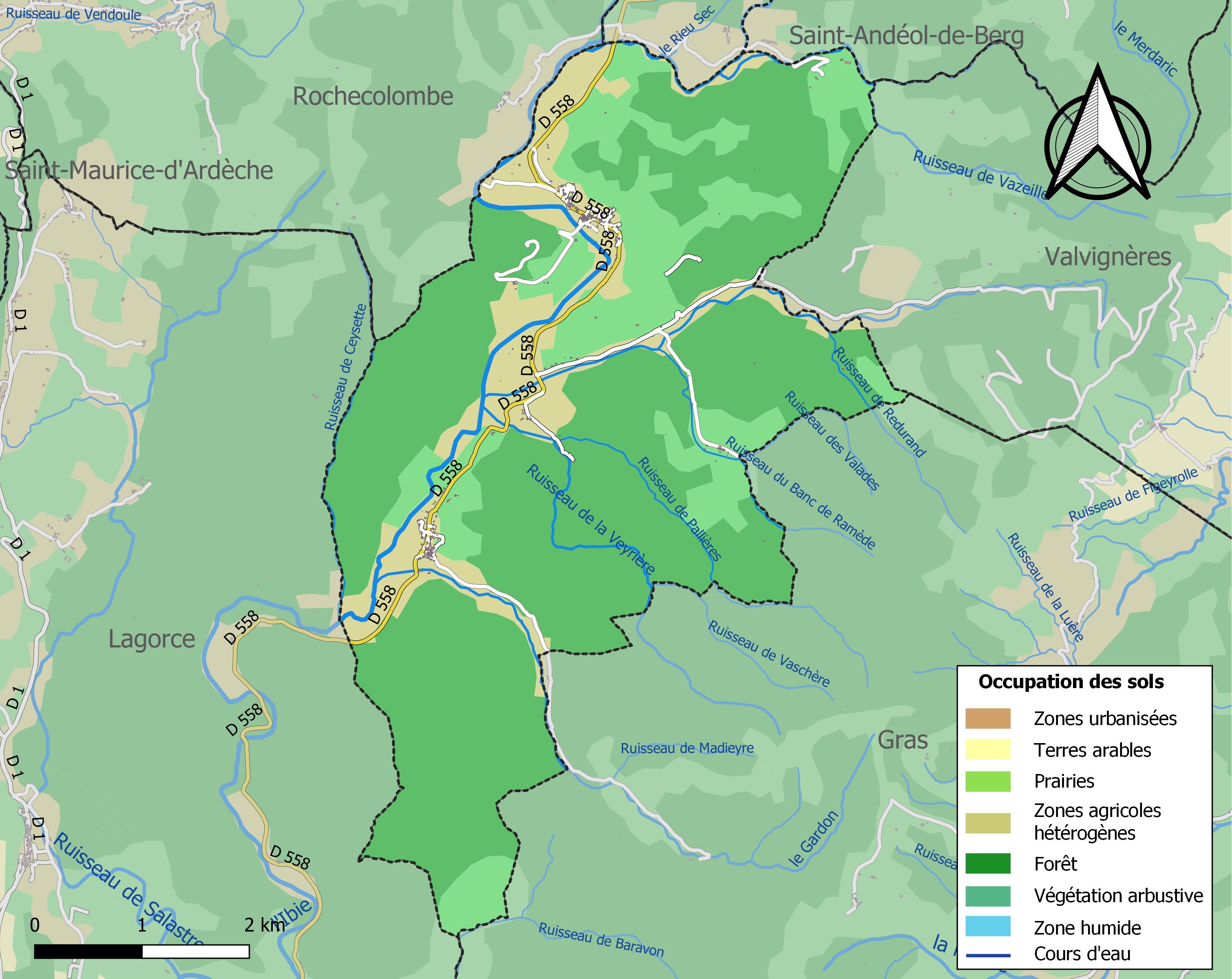
Carte des infrastructures et de l'occupation des sols de la commune en 2018 (CLC).

### Risques naturels

#### Risques sismiques
Selon son PLU, l'ensemble du territoire de la commune de Saint-Maurice-d'Ibie est situé en zone de sismicité no 3 (sur une échelle de 1 à 5), comme la plupart des communes situées dans la vallée du Rhône et la Basse Ardèche, mais non loin de la limite orientale de la zone no 2 qui correspond au plateau ardéchois.
| Type de zone | Niveau            | Définitions (bâtiment à risque normal) |
| ------------ | ----------------- | -------------------------------------- |
| Zone 3       | Sismicité modérée | accélération = 1,1 m/s2                |

## Histoire
Saint-Maurice-d'Ibie se situe dans la vallée de l'Ibie. C'est l'église Saint-Maurice qui donna son nom au village. Très endommagée durant les guerres de religion, elle a néanmoins conservé son porche roman à grosses voussures concentriques. Celui-ci est surmonté d'un claveau sculpté figurant un chrisme entouré d'une fine torsade. On remarquera à l'intérieur de l'église, une demi-coupole peinte au XIXe siècle de médaillons naïfs. Elle est inscrite aux monuments historiques.

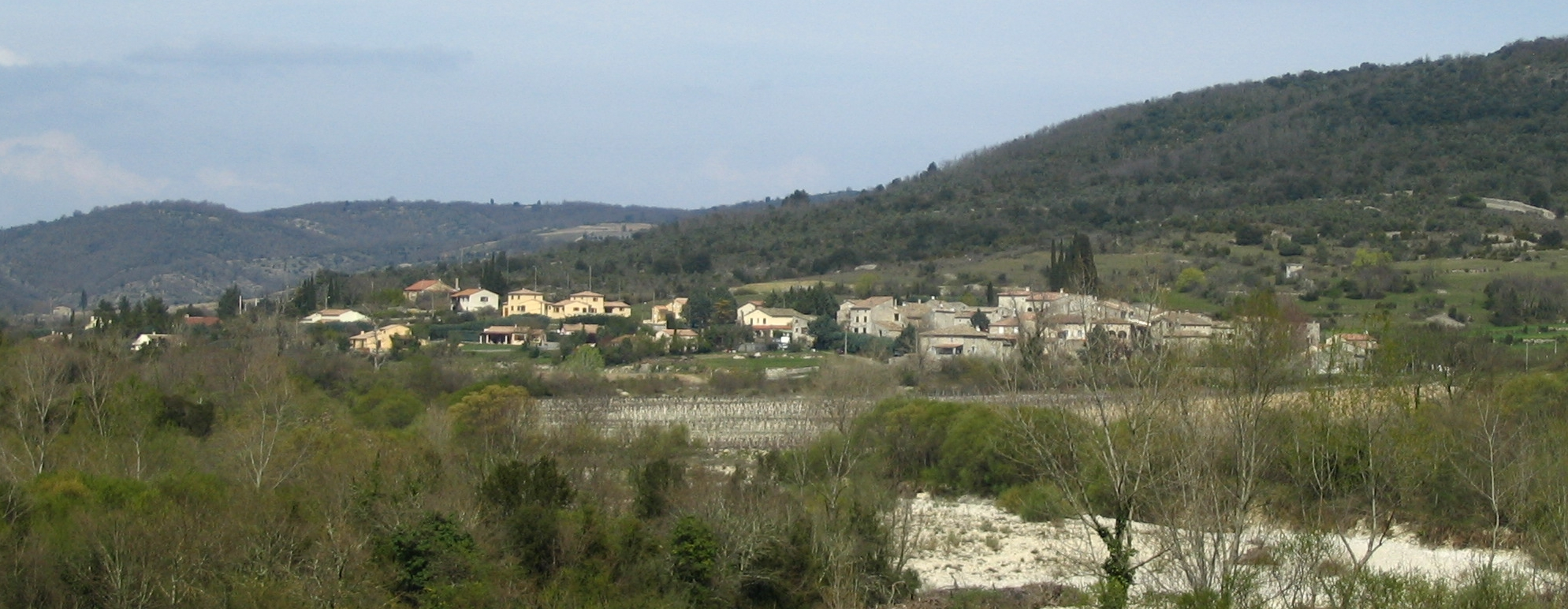
Le hameau des Salelles en 2007.

Le hameau des Salelles est rattaché à Saint-Maurice-d'Ibie. Malgré la destruction dans les années 1930 de plusieurs passages voûtés lors de l'aménagement de la route, il possède encore des maisons restaurées avec escalier extérieur, deux fours à pain (un communal et un privé), des couradous (terrasses couvertes où l'on dévidait la soie des vers à l'abri des arcades) et des passages voûtés. De hauts cyprès signalent, un peu à l'écart du hameau, un petit cimetière protestant familial.
Pendant la Seconde Guerre mondiale, le gouvernement de Vichy a implanté à Saint Maurice d'Ibie un camp de travailleurs étrangers, essentiellement espagnols et pour une part arméniens. L'historien Hervé Mauran a écrit l’histoire de cette structure dans son livre En surnombre....

## Politique et administration

### Liste des maires
| Période                                  | Période                   | Identité            | Étiquette    | Qualité                                                             |
| ---------------------------------------- | ------------------------- | ------------------- | ------------ | ------------------------------------------------------------------- |
| Les données manquantes sont à compléter. |                           |                     |              |                                                                     |
|                                          | mai 1953                  | Louis Arsac         | RPF          | Exploitant forestier                                                |
| mai 1953                                 | mars 1965                 | Robert Arsac        | RPF puis UNR | Exploitant agricole                                                 |
| mars 1965                                | 8 février 1993 (décès)    | Robert Brun         | DVD          | Administrateur                                                      |
| février 1993                             | juin 1995                 | Robert Dutrut       | PS           | Ingénieur en retraite                                               |
| juin 1995                                | 2002 (démission)          | Émile Ozil          | PS           | Retraité de l'Éducation nationale                                   |
| 2002                                     | décembre 2010 (démission) | Gérard Jaillon      | DVG          | Retraité                                                            |
| 25 février 2011                          | mai 2020                  | Véronique Louis     | PS puis PG   | Retraitée de la Fonction publique Conseillère régionale (1998-2010) |
| mai 2020                                 | En cours                  | Pierre-Henri Chanal | DVG          | Sans profession                                                     |

## Population et société

### Démographie
L'évolution du nombre d'habitants est connue à travers les recensements de la population effectués dans la commune depuis 1793. Pour les communes de moins de 10 000 habitants, une enquête de recensement portant sur toute la population est réalisée tous les cinq ans, les populations de référence des années intermédiaires étant quant à elles estimées par interpolation ou extrapolation. Pour la commune, le premier recensement exhaustif entrant dans le cadre du nouveau dispositif a été réalisé en 2006.

En 2022, la commune comptait 213 habitants, en évolution de −2,74 % par rapport à 2016 (Ardèche : +2,48 %, France hors Mayotte : +2,11 %).
| 1793 | 1800 | 1806 | 1821 | 1831 | 1836 | 1841 | 1846 | 1851 |
| ---- | ---- | ---- | ---- | ---- | ---- | ---- | ---- | ---- |
| 490  | 488  | 625  | 669  | 592  | 677  | 684  | 712  | 700  |

| 1856 | 1861 | 1866 | 1872 | 1876 | 1881 | 1886 | 1891 | 1896 |
| ---- | ---- | ---- | ---- | ---- | ---- | ---- | ---- | ---- |
| 771  | 750  | 707  | 708  | 683  | 614  | 601  | 558  | 527  |

| 1901 | 1906 | 1911 | 1921 | 1926 | 1931 | 1936 | 1946 | 1954 |
| ---- | ---- | ---- | ---- | ---- | ---- | ---- | ---- | ---- |
| 441  | 421  | 387  | 295  | 329  | 290  | 247  | 190  | 141  |

| 1962 | 1968 | 1975 | 1982 | 1990 | 1999 | 2006 | 2011 | 2016 |
| ---- | ---- | ---- | ---- | ---- | ---- | ---- | ---- | ---- |
| 119  | 150  | 159  | 183  | 163  | 160  | 181  | 211  | 219  |

| 2021 | 2022 | - | - | - | - | - | - | - |
| ---- | ---- | - | - | - | - | - | - | - |
| 214  | 213  | - | - | - | - | - | - | - |

### Enseignement
La commune est rattachée à l'académie de Grenoble.

### Médias

#### Presse écrite
La commune est située dans la zone de distribution de deux organes de la presse écrite :
- L'Hebdo de l'Ardèche

Il s'agit d'un journal hebdomadaire français basé à Valence et diffusé à Privas depuis 1999. Il couvre l'actualité de tout le département de l'Ardèche.
- Le Dauphiné libéré

Il s'agit d'un journal quotidien de la presse écrite française régionale distribué dans la plupart des départements de l'ancienne région Rhône-Alpes, notamment l'Ardèche. La commune est située dans la zone d'édition d'Aubenas - Privas Vallée du Rhône.

#### Presse audiovisuelle
- Ici Drôme Ardèche est une radio publique diffusée sur son territoire et sur la totalité du département.

### Cultes
L'église (propriété de la commune) et la communauté catholique de Saint-Maurice-d'Ibie sont rattachées à la paroisse catholique de « Sainte Marie de Berg et Coiron », elle même rattachée au diocèse de Viviers.

## Culture et patrimoine

### Lieux et monuments
- Chapelle des Salelles.

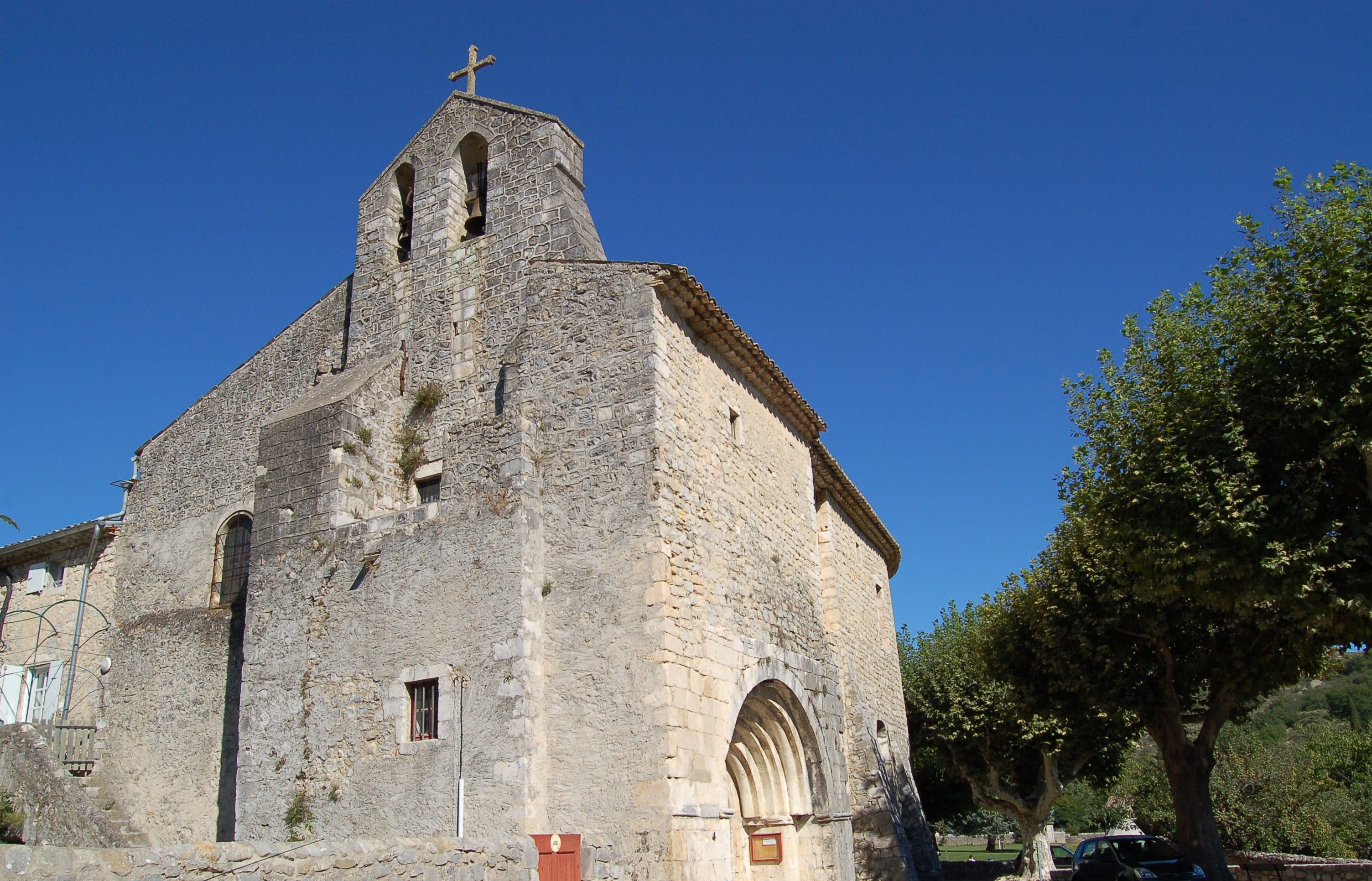
Église de Saint-Maurice d'Ibie.

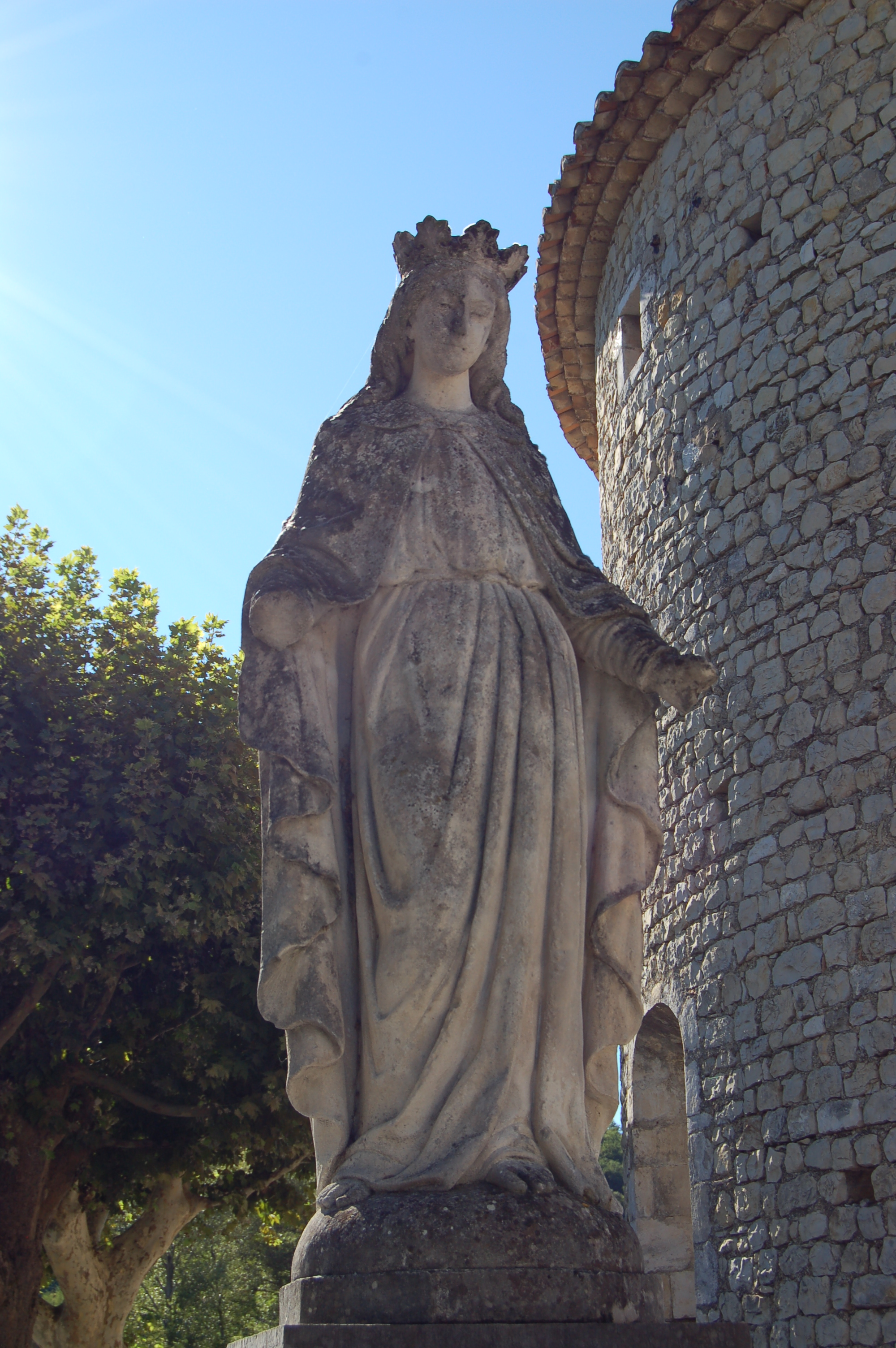
Statue de la vierge.

- Église Saint-Maurice de Saint-Maurice-d'Ibie.

Saint-Maurice-d'Ibie est un petit village, départ de randonnées de longueurs variées, avec en son centre un grand pré accessible au public à l'ombre des cyprès : il y a une aire de jeux et de pique-nique, un terrain de volley, une table de ping-pong et un terrain de pétanque spécialement aménagé.
Le hameau des Salelles propose également une aire de jeux et de pique-nique.
Le « Trou de la Lune » est une rare retenue d'eau de l'ancien moulin, avec une plage de galets.
La fête votive annuelle du village se déroule les 14 et 15 août :
- le 14 août : concours de pétanque + prix, et soirée concert gratuit en plein air ;
- le 15 août : animations et stands divers tout le jour : tir à l'arc et à la carabine, pêche à la ligne, atelier dessin/peinture, balade à poney, tournoi de foot à 5, concours de pétanque... Défilé de chars l'après-midi. Suivi, en fin de journée, d'un buffet campagnard en plein air, et d'un bal de clôture.

Le vin fait également partie de la richesse du terroir.

### Personnalités liées à Saint-Maurice-d'Ibie
- Étienne Hajdu, sculpteur et graveur, y a résidé. Denise Colomb l'y a photographié en 1957[23].
- Oscar Chelimsky (1923-2010), peintre américain, y séjourne de 1954 à 1970.

### Héraldique
|  | Saint-Maurice-d'Ibie possède des armoiries dont l'origine et le blasonnement exact ne sont pas disponibles. |